# Edward Sturing
Edward Jeroen Sturing (* 13. Juni 1963 in Apeldoorn, Niederlande) ist ein niederländischer Fußballtrainer und ehemaliger Profispieler, der bei De Graafschap in Doetinchem und SBV Vitesse in Arnhem aktiv war. Dreimal kam er in der Nationalmannschaft zum Einsatz.

## Karriere

### Verein
Sturing spielte in der Jugend bei den Go Ahead Eagles in Deventer und begann seine Profilaufbahn in der Saison 1982/83 bei De Graafschap in der Eerste Divisie. Der rechte Verteidiger eroberte sich in der folgenden Spielzeit einen Stammplatz im Team. Fünf Jahre spielte er bei den Grafschaftern, ehe er von Doetinchem zum Ligakonkurrenten SBV Vitesse nach Arnheim wechselte. Hier gehörte er von Beginn an zur ersten Elf von Trainer Bert Jacobs, der zwei Jahre später als Meister der Zweitligasaison 1988/89 auch dank der Tore von Topscorer John van den Brom der Aufstieg in die Eredivisie gelang.
In seiner ersten Spielzeit in der höchsten Spielklasse wurde Sturing der Gouden Schoen, der „Goldene Schuh“ für den besten Spieler der Ehrendivision zuerkannt. Mit ihm konnte Vitesse nicht nur die Klasse halten, sondern qualifizierte sich gleich mit einem vierten Platz erstmals für einen internationalen Wettbewerb. Die erfolgreichste Zeit der Arnheimer in den 1990er Jahren ist mit den Namen Sturing, van den Brom, Theo Bos, Martin Laamers, Bart Latuheru – bis auf Bos schafften alle in dieser Zeit den Sprung in die Nationalmannschaft – und dem jungen Phillip Cocu verknüpft. In Sturings neun Jahren mit Vitesse in der Eredivisie beendete der Klub nur einmal eine Saison auf einem schlechteren als dem fünften Platz. Fünfmal insgesamt qualifizierte sich die Mannschaft vom Niederrhein in dieser Zeit – zunächst mit Trainer Jacobs, dann unter Herbert Neumann und zuletzt mit dem Technischen Direktor Leo Beenhakker und Trainer Henk ten Cate – für den UEFA-Pokal. 1997 wurde Sturing zum „Vitesse-Spieler der Saison“ gewählt. In Sturings letzter Spielzeit 1997/98 errang der Verein mit einem dritten Rang hinter Ajax Amsterdam und PSV Eindhoven die beste Ligaplatzierung der Vereinsgeschichte; der Grieche Nikos Machlas, Nachfolger des nach Spanien abgewanderten Roy Makaay, erzielte in dieser Saison 34 Ligatore.
In seinem letzten Spiel für Vitesse, einem 2:1-Heimsieg am 3. Mai 1998 gegen Feyenoord, wurde Edward Sturing in der 65. Minute gegen Jochem van der Hoeven ausgewechselt. Damit beendete Sturing nach mehr als 200 Eredivisiespielen für Vitesse seine aktive Laufbahn.

#### Stationen
- De Graafschap (1982–1987 Eerste Divisie, 136 Spiele/1 Tor)
- SBV Vitesse (1987–1989 Eerste Divisie, 66/0; 1989–1998 Eredivisie, 229/3; 1990–1998 UEFA-Pokal, 8/0)

### Nationalmannschaft
Sturing kam am 20. Dezember 1989 gegen Brasilien unter Bondscoach Thijs Libregts zu seinem ersten Länderspieleinsatz. Anlass des Freundschaftsspiels war das 100-jährige Bestehen des KNVB. Da viele Stammspieler wie Ruud Gullit, Marco van Basten und Frank Rijkaard absagten, berief Bondscoach Thijs Libregts einige Spieler in den Kader, die noch keine Länderspielerfahrung hatten. So debütierte Sturing ebenso in der Startelf wie sein Arnheimer Vereinskamerad Bart Latuheru und der Volendamer Frank Berghuis; Martin Laamers, der bei Vitesse mit Sturing und Latuheru die rechte Flanke bildete, kam nach der Pause ebenfalls zu seinem ersten Einsatz im Oranje-Trikot. Im Gegensatz zu den Niederländern war Brasilien in De Kuip mit der besten Elf angetreten. Dennoch konnte die Elftal das Spiel unter Leitung des deutschen Schiedsrichters Werner Föckler lange offenhalten; in der 55. Minute erzielte Careca allerdings das Tor zum 1:0-Sieg der Brasilianer.
Während es für die Flügelstürmer Berghuis und Latuheru der einzige Einsatz in der A-Nationalmannschaft blieb, gehörte Sturing im nächsten Freundschaftsspiel am 21. Februar 1990 erneut zum Kader. Beim torlosen Remis gegen Italien, wiederum in Rotterdam, kam er nach der Halbzeitpause für Rijkaard auf den Platz. Auch zum folgenden Match durfte der Abwehrspieler nach Kiew mitfliegen und bei der 1:2-Niederlage gegen die Sowjetunion noch einmal 90 Minuten spielen. Nach dem Wechsel von Interimscoach Nol de Ruiter zu Leo Beenhakker wurde Sturing weder für die weiteren Vorbereitungsspielen noch für den WM-Kader für Italien berücksichtigt; seine Länderspielkarriere war nach drei Einsätzen beendet.

### Trainer
Schon als Spieler hatte Sturing die C1-Jugend von Vitesse trainiert und dabei spätere Nationalspieler wie Stijn Schaars und Nicky Hofs ausgebildet. Nach seiner aktiven Laufbahn ging er nahtlos vom Spieler zum Trainerassistenten bei den Arnheimern über und war dabei weiter auch in der Jugendarbeit tätig. Schon nach etwas mehr als einem Jahr übernahm er gemeinsam mit dem zweiten Cotrainer Jan Jongbloed Ende Oktober 1999 nach der Entlassung Herbert Neumanns für zwei Monate erstmals in einem Interims-Trainerduo die Verantwortung für die Eredivisiemannschaft. Nach der Verpflichtung Ronald Koemans traten beide ins zweite Glied zurück. Im Dezember 2001 wechselte Koeman zum AFC Ajax nach Amsterdam. Sturing übernahm diesmal allein die Verantwortung fürs Team und führte die Mannschaft zum Saisonende auf Platz fünf der Tabelle und zur neunten UEFA-Pokalteilnahme. Zur Saison 2002/03 verpflichtete der Verein mit Mike Snoei wieder einen neuen Trainer, der allerdings im März 2003 freigestellt wurde. Sturing wurde zum dritten Male Verantwortlicher für das Team, durfte nunmehr jedoch in dieser Position bleiben, obwohl am Saisonende nur Platz 14 erreicht wurde. Drei Spielzeiten lang war er anschließend Cheftrainer von Vitesse und führte die Mannschaft nach Rang 16 in der Saison 2003/04 zurück ins sichere Mittelfeld der Eredivisie.
Im Jahre 2006 wurde er Leiter der Jugendabteilung bei der PSV in Eindhoven. Ein Jahr später wurde der Verein mit dem Preis für die beste Vereinsjugendarbeit in den Niederlanden ausgezeichnet. Sturing blieb bis 2008 bei der PSV, ehe er zur Saison 2008/09 als Cotrainer von Hans Westerhof zurück zu Vitesse ging. Als vier Tage nach der Entlassung Westerhofs Sturings früherer Mannschaftskamerad Theo Bos als Cheftrainer verpflichtet worden war, legte er sein Amt nieder und arbeitete bis Ende der Saison als Scout und Spielanalyst. Grund war, dass die beiden ehemaligen Spieler im Streit lagen, seit Sturing Bos in seiner Zeit als Cheftrainer nicht als Assistenten gewollt hatte.
Zu Beginn der Saison 2009/10 verpflichtete der FC Volendam, Absteiger aus der Eredivisie, Sturing auf Leihbasis als Cheftrainer. Von diesem Posten trat er im Februar 2010 zurück; die Leistung der Mannschaft in der Eerste Divisie war mit einem bis zu diesem Zeitpunkt erreichten 14. Tabellenplatz weit hinter den Erwartungen zurückgeblieben.

## Erfolge
- Gouden Schoen – Bester Spieler der Eredivisie, 1990
- Vitesse-Spieler der Saison, 1997